# EPrix van Haiderabad
De ePrix van Haiderabad is een race uit het Formule E-kampioenschap. In 2023 maakte de race haar debuut op de kalender als de vierde race van het negende seizoen. Het werd hiermee het eerste grote autosportevenement sinds de Formule 1-race in 2013 dat in India gehouden werd. De race wordt gehouden op het Hyderabad Street Circuit.

## Geschiedenis
Een aantal Indiase steden had contact met de organisatie van de Formule E om een race in het land te organiseren. Haiderabad was hier een van, maar het kampioenschap gaf de voorkeur aan New Delhi of Mumbai. Toen de coronapandemie begon, hielden de discussies met deze twee steden op en kwam Haiderabad pas serieus in beeld. Op 17 januari 2022 ondertekende de regering van de deelstaat Telangana een zogeheten "letter of intent", waardoor de Formule E kon beginnen met het organiseren van een ePrix in Haiderabad. De race zou worden gehouden op het Hyderabad Street Circuit en de eerste ePrix, gehouden op 11 februari 2023, werd gewonnen door Jean-Éric Vergne.

## Resultaten
| Editie | Seizoen   | Circuit    | Winnaar                    | Tweede                       | Derde                                                   | Pole position                 | Snelste ronde                        |
| ------ | --------- | ---------- | -------------------------- | ---------------------------- | ------------------------------------------------------- | ----------------------------- | ------------------------------------ |
| 1      | 2022-2023 | Haiderabad | Jean-Éric Vergne DS Penske | Nick Cassidy Envision Racing | António Félix da Costa TAG Heuer Porsche Formula E Team | Mitch Evans Jaguar TCS Racing | Nico Müller ABT CUPRA Formula E Team |